# Herlev Rebels 2023
Questa voce raccoglie le informazioni riguardanti gli Herlev Rebels nelle competizioni ufficiali della stagione 2023.

## 1. division 2023

### Stagione regolare

#### Prima fase
| Herlev 15 aprile 2023, ore 14:00 2ª giornata | Herlev Rebels | 56 – 0 referto | Næstved Vikings | Kildegårdsskolen |

| Herlev 6 maggio 2023, ore 14:00 5ª giornata | Herlev Rebels | 28 – 14 referto | Amager Demons/ Slagelse Wolfpack | Kildegårdsskolen |

| Copenaghen 14 maggio 2023, ore 14:00 6ª giornata | Ørestaden Spartans | 7 – 30 referto | Herlev Rebels | Kløvermarken |

| Herlev 27 maggio 2023, ore 14:00 8ª giornata | Herlev Rebels | 20 – 0 referto | Esbjerg Hurricanes | Kildegårdsskolen |

| Odense 3 giugno 2023, ore 14:00 9ª giornata | Odense Badgers | 8 – 26 referto | Herlev Rebels | Bolbroparken |

| Frederikssund 18 giugno 2023, ore 14:00 11ª giornata | Frederikssund Oaks | 57 – 28 referto | Herlev Rebels | Frederikssund Idrætsby |

#### Seconda fase
| Herlev 26 agosto 2023, ore 14:00 Turno 3 | Herlev Rebels | 41 – 0 referto | Odense Badgers | Kildegårdsskolen |

| Frederikssund 3 settembre 2023, ore 14:00 Turno 4 | Frederikssund Oaks | 28 – 22 | Herlev Rebels | Frederikssund Idrætsby |

### Playoff
| Herlev 23 settembre 2023, ore 14:00 Semifinale | Herlev Rebels | 41 – 14 referto | Odense Badgers | Kildegårdsskolen |

| Frederikssund 8 ottobre 2023, ore 14:00 1. divisions Bowl | Frederikssund Oaks | 27 – 28 | Herlev Rebels | Frederikssund Idrætsby |

## Statistiche di squadra
| Competizione      | %Vittorie | In casa | In casa | In casa | In casa | In casa | In casa | In trasferta | In trasferta | In trasferta | In trasferta | In trasferta | In trasferta | Totale | Totale | Totale | Totale | Totale | Totale |
| Competizione      | %Vittorie | G       | V       | N       | P       | Pf      | Ps      | G            | V            | N            | P            | Pf           | Ps           | G      | V      | N      | P      | Pf     | Ps     |
| ----------------- | --------- | ------- | ------- | ------- | ------- | ------- | ------- | ------------ | ------------ | ------------ | ------------ | ------------ | ------------ | ------ | ------ | ------ | ------ | ------ | ------ |
| Stagione regolare | .750      | 4       | 4       | 0       | 0       | 145     | 14      | 4            | 2            | 0            | 2            | 106          | 100          | 8      | 6      | 0      | 2      | 251    | 114    |
| Playoff           | 1.000     | 1       | 1       | 0       | 0       | 41      | 14      | 1            | 1            | 0            | 0            | 28           | 27           | 2      | 2      | 0      | 0      | 69     | 41     |
| Totale            | .800      | 5       | 5       | 0       | 0       | 186     | 28      | 5            | 3            | 0            | 2            | 134          | 127          | 10     | 8      | 0      | 2      | 320    | 155    |